# Chen Jianqiang
Chen Jianqiang (chinesisch 陈江强; * 1. Juni 1957) ist ein ehemaliger chinesischer Eisschnellläufer.
Chen nahm von 1981 bis 1984 an internationalen Wettbewerben teil. Dabei belegte er bei der Sprintweltmeisterschaft 1982 in Alkmaar den 25. Platz und bei der Sprintweltmeisterschaft 1983 in Helsinki den 28. Rang. Bei seiner einzigen Teilnahme an Olympischen Winterspielen im Februar 1984 in Sarajevo kam er auf den 37. Platz über 1000 m und auf den 29. Rang über 500 m.

## Persönliche Bestleistungen
| Disziplin | Zeit        | Datum             | Ort       |
| --------- | ----------- | ----------------- | --------- |
| 500 m     | 38,24 s     | 26. März 1985     | Harbin    |
| 1000 m    | 1:18,53 min | 18. Dezember 1981 | Matsumoto |